# Joep Bonn
Joseph (Joep) Bonn (Amsterdam, 2 januari 1933 – 3 juli 1988) was een Nederlands journalist en presentator.
Bonn was onder meer journalist bij de dagbladen Het Parool en Het Vrije Volk. In 1968 trad hij in dienst bij de VARA-radio, waar hij onder andere meewerkte aan het actualiteitenprogramma Dingen van de dag. In 1981 maakte hij de overstap naar VARA-televisie waar hij vervanger werd van de naar de TROS vertrokken Wim Bosboom. Hij werd presentator van het consumentenprogramma Koning Klant, aanvankelijk samen met Letty Kosterman. In 1983 werd Koning Klant geïntegreerd in het nieuwe programma de Konsumentenman dat werd gepresenteerd door Frits Bom, Bonn verdween toen naar de achtergrond.
Als postzegelverzamelaar was hij heroprichter en van 1962-1988 secretaris van de filatelistenvereniging "Dai Nippon".
In 1988 overleed Bonn op 55-jarige leeftijd.

## Privé
Bonn trouwde in 1957 en uit het huwelijk kwamen twee dochters en twee zoons voort.